# Oncopsis dentata
Oncopsis dentata är en insektsart som beskrevs av Hamilton 1983. Oncopsis dentata ingår i släktet Oncopsis och familjen dvärgstritar. Inga underarter finns listade i Catalogue of Life.